# Ballonmodelleren

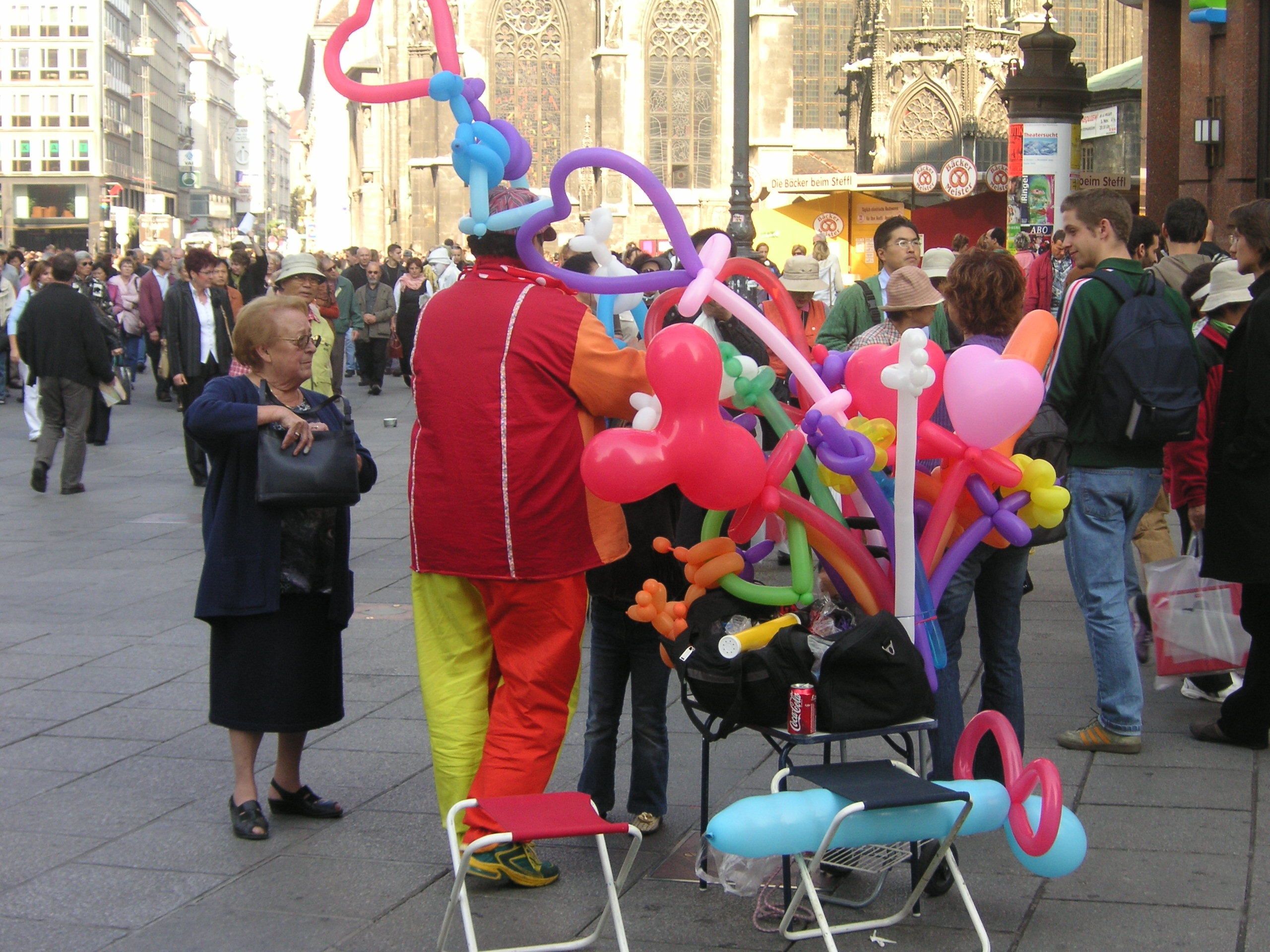
Ballonnenverkoper

Ballonmodelleren is het maken van figuren van opgeblazen ballonnen. Ook wordt wel gesproken van ballonvouwen, ballonknopen of ballonplooien (Vlaams). Ballonnenentertainers treden op tijdens een evenement en tijdens carnaval om de deelnemers te vermaken met het modelleren van ballonnen, die meestal worden weggegeven. Het zijn vaak clowneske figuren. Clowns en goochelaars die optreden voor kinderen doen vaak ook aan ballonmodelleren. .
Voor het maken van ballonfiguren wordt meestal gebruikgemaakt van dunne lange ballonnen die met een pompje of met de mond kunnen worden opgeblazen. Er zijn veel ballondieren die kunnen worden gemaakt van één ballon. Het basisfiguur is een hond. Door de verhoudingen aan te passen, kunnen van dezelfde basisvorm meerdere dieren worden gemaakt, zoals een giraffe, een teckel en een konijn. Andere relatief eenvoudig te maken eenballondieren zijn: papegaai, aap, duif, beer en struisvogel. Wanneer er meerdere ballonnen worden gebruikt, zijn daarmee gecompliceerde, maar fraaie figuren te construeren.
De Amerikaanse beeldend kunstenaar Jeff Koons bootste het ballonmodelleren na in sommige van zijn werken, waaronder de reeks Balloon Dog.
In het voorjaar van 2022 en 2023 zond RTL 4 het tv-programma "Blow Up" uit. In dit programma, dat gepresenteerd werd door Martijn Krabbé en Chantal Janzen en in het tweede seizoen door Martijn Krabbé en Leonie ter Braak moesten BN'ers ballonmodelleren om te bepalen wie de beste ballonkunstenaar werd.